# Mark Famiglietti
 (décembre 2020).
Si vous disposez d'ouvrages ou d'articles de référence ou si vous connaissez des sites web de qualité traitant du thème abordé ici, merci de compléter l'article en donnant les références utiles à sa vérifiabilité et en les liant à la section « Notes et références ».
Mark Famiglietti, né le 26 septembre 1979 à Providence, Rhode Island, est un acteur américain.

## Biographie
Mark Famiglietti est né à Providence, Rhode Island. Il grandit à Clinton, dans le Connecticut, où de fréquents voyages en famille au Goodspeed Opera House suscitent son intérêt pour la scène. Cependant, ce n'est qu'à l'adolescence qu'il saute le pas et joue dans la pièce de Goodspeed, An Evening with Max Showalter and Friends et remporte le « Goodspeed Guild Musical Theatre Award » pour sa performance.
Au lycée, il est président de classe en première et terminale, capitaine de l'équipe de baseball, membre de l'orchestre et de la chorale et co-présentateur des matchs de football et de basket-ball. En plus de décrocher un petit rôle dans la production de son école, Blanches colombes et vilains messieurs, il ajoute les cours d'art dramatique à son programme d'études et commence à s'exercer au chant et au théâtre. Il joue au théâtre dans deux productions locales : Bye Bye Birdie et The Music Man, et dans les productions de l'école, qui incluent Kiss Me, Kate et Once Upon a Mattress.
Mark Famiglietti fait ses études à l'Université de New York avec les arts dramatiques en matière principale, et rejoint l'Atlantic Theatre Company. Au cours de son second semestre, il met ses études de côté et part à Hollywood après avoir été choisi pour incarner Nick Hammer dans la série de NBC, La fille de l'équipe (en). Il apparaît également dans un épisode de Zoé, Duncan, Jack et Jane, série comique de The WB, décroche le rôle de Scout dans Young Americans, série de The WB arrêtée au terme d'une unique saison, et joue dans quelques téléfilms.
Il décroche son premier rôle au cinéma en 2003 dans le blockbuster Terminator 3 : Le Soulèvement des machines, dans lequel il incarne le fiancé de Kate Brewster, jouée par Claire Danes.
Mark Famiglietti est apparu dans de nombreux épisodes de séries télévisées, telles que Les Experts, Les Experts : Miami, Les Experts : Manhattan, Cold Case : Affaires classées, FBI : Portés disparus, Mad Men, Bones, Castle, etc.

## Filmographie
Sauf indication contraire, les informations mentionnées dans cette section peuvent être confirmées par la base de données cinématographiques IMDb,  présente dans la section « Liens externes ».

### Cinéma
- 2003 : Terminator 3 : Le Soulèvement des machines : Scott Mason
- 2007 : Prémonitions : Doug Caruthers
- 2007 : Le Prix de la rançon (Nobel Son) : Officier Relyea
- 2008 : Bottle Shock : le serveur
- 2008 : Who's Wagging Who? (court-métrage) : Tim
- 2012 : Stealing Roses : Johnny Domas
- 2012 : Acting Like Adults : Brett
- 2013 : Live at the Foxes Den (en) : Steve Weiss
- 2013 : Dark Power : David Newman
- 2014 : Dissonance (court-métrage) : Becker
- 2015 : Aux yeux de tous : Sergent Jacobs
- 2015 : Stolen from the Suburbs : Tom
- 2017 : We Don't Belong Here (en)

### Télévision

#### Séries télévisées
- 1998–2000 : La fille de l'équipe (en) (28 épisodes) : Nick Hammer
- 1999 : Zoé, Duncan, Jack et Jane (saison 1, épisode 7) : Brad
- 2000 : Young Americans (principal; 8 épisodes) : Scout Calhoun
- 2000 : Les Experts (CSI: Crime Scene Investigation) (saison 1, épisode 4) : Matt Daniels
- 2003 : Fastlane (saison 1, épisodes 12 & 14) : Jarod
- 2005–2007 : Eyes (8 épisodes) : Tim Smits
- 2006 : Les Experts : Manhattan (CSI: NY) (saison 2, épisode 13) : Bobby Martin
- 2006 : Cold Case : Affaires classées (saison 4, épisode 4) : Devon
- 2008 : Les Experts : Miami (CSI: Miami) (saison 6, épisode 20) : Charlie Decker
- 2008 : FBI : Portés disparus (Without a Trace) (saison 7, épisode 7) : Chris Howe
- 2009–2010 : Flashforward (saison 1, épisodes 7, 8 & 13) : Mike Willingham
- 2011 : Bones (saison 6, épisode 10) : Eric Anderson
- 2012 : Mad Men (saison 5, épisode 9) : Bernie Rosenberg
- 2013 : Les Experts (CSI: Crime Scene Investigation) (saison 14, épisode 8) : Jared Wallace
- 2014 : Drop Dead Diva (saison 6, épisodes 1 & 2) : Calvin Evans
- 2014 : Major Crimes (saison 3, épisode 1) : Tim
- 2015 : Murder (saison 1, épisode 13) : David Tucker
- 2015 : Grimm (saison 4, épisode 15) : Linus Balouzian
- 2016 : Aquarius (8 épisodes) : Jay Sebring
- 2016 : Castle (saison 8, épisode 9) : Scott Weinberg
- 2017 : Code Black (saison 2, épisodes 15 & 16) : Jeremy Weeb
- 2017 : Wisdom of the Crowd (saison 1, épisode 9) : Braxton Conryn
- 2020 : yA (saison 1, épisode 3) : Joe

#### Téléfilms
- 1999 : Sagamore : Jason
- 2000 : Le prix de la beauté (A Tale of Two Bunnies) : Corky
- 2002 : Une famille déchirée : Mike Mulvaney Jr.
- 2002 : Full Ride : Travis
- 2006 : Conviction : Chris Maleski
- 2007 : Nobel Son de Randall Miller : Officer Relyea
- 2007 : Prémonitions de Mennan Yapo : Doug Caruthers
- 2008 : Bottle Shock de Randall Miller : Waiter
- 2009 : Bionicle: The Legend Reborn (Direct-to-video) : Gresh (voix)
- 2010 : Gun : Agent de l'ATF Peterson
- 2011 : Criminal Behavior : Dr Andrew Lange
- 2012 : De l'amour pour Noël (Home for Christmas) : Roger
- 2012 : Le Noël des sœurs March (March Sisters at Christmas) : Marcus Baer
- 2012 : Acting Like Adults de Kyle Laursen : Brett
- 2012 : Stealing Roses de Megan Clare Foster : Johnny
- 2013 : Dark Power de John Milton Branton : David Newman
- 2013 : Live at the Foxes Den de Michael Kristoff : Steve Weiss
- 2013 : La Belle de Noël ou Le Noël de Belle (Christmas Belle) : Tony
- 2013 : Horizon
- 2015 : Aux yeux de tous (Secret in Their Eyes) de Billy Ray : Duty Sergeant
- 2015 : Trafic d'adolescents (Stolen from the Suburbs) de Alex Wright : Tom
- 2015 : Secrets of a Psychopath (Direct-to-video) : Henry
- 2017 : My Daddy's in Heaven de Waymon Boone : Bucky
- 2017 : Born and Missing de Michael Feifer : David
- 2018 : Her Boyfriend's Secret de Lisa France : John Anderson aka Christian
- 2018 : La mémoire de la peur (Left for Dead) de Brian Skiba : Rick
- 2018 : Souviens-toi ou tu périras (Last Night) de Chris Sivertson : Lyle
- 2019 : The Divorce Party de Hughes William Thompson : Jake
- 2019 : La sœur disparue (The Missing Sister) de Craig Goldstein : Dev
- 2019 : Coup de foudre au bal de Noël (Rediscovering Christmas) de Colin Theys : John
- 2019 : Life Like de Josh Janowicz : Ronald Gitts

## Jeux vidéo
- 2011 : X-Men: Destiny : voix additionnelles